# Jawlenka
Jawlenka (ros. Явленка) – wieś w Rosji, w Kraju Zabajkalskim, w rejonie nerczyńsko-zawodzkim. W 2010 liczyła 698 mieszkańców.